# Mossàrab
|  | Aquest article tracta sobre la llengua romànica. Si cerqueu el grup humà, vegeu «mossàrabs». |

El mossàrab fou el conjunt de varietats lingüístiques romàniques parlades a al-Àndalus durant l'alta edat mitjana com a evolució del llatí vulgar parlat a la major part de la península Ibèrica. El mossàrab fou la llengua col·loquial majoritària d'al-Àndalus fins que, a partir del segle x, s'aguditzà el procés de substitució lingüística per part de l'àrab (i hi fou l'arabització lingüística més potent que la islamització religiosa). A inicis del segle xiii, l'àrab ja era la llengua col·loquial de la pràctica totalitat de la població d'al-Àndalus, independentment de la religió dels parlants, mentre que el mossàrab, o bé estava extingit, o bé estava al caire de l'extinció.
El nom mossàrab en àrab significa 'tribu aràbiga que parla àrab', i no pas cristià o musulmà que no parli àrab. En àrab medieval, els cristians d'al-Àndalus s'anomenaven d'una altra manera: nasrani, rum, muixrik, dimmi, muahid, ajam. Davant els mossàrabs, hi hauria els muladís, musulmans d'origen cristià hispanovisigot.
Com a conjunt de parles romàniques derivades del llatí vulgar, el mossàrab és equiparable al galaicoportuguès, al català, a l'aragonès, al castellà, etc., en llur moment de formació, entre el segle vi i el segle viii, a les terres situades més al nord peninsular, de religió cristiana. Tanmateix, aquests altres parlars, amb el rerefons de la creació d'estats feudals, esdevingueren les llengües que coneixem avui dia. En canvi, els parlars mossàrabs (que no van arribar a escriure's) acabaren desapareixent, substituïts per l'àrab col·loquial andalusí. La conquesta gradual d'al-Àndalus per part dels estats cristians del nord, segles després, faria que en els territoris andalusins s'hi implantessin les llengües del nord, ja en substitució de l'àrab.
Els parlars mossàrabs presentaven gran varietat interna per manca de model escrit unitari, absència de centres administratius propis, etc. En cada indret l'evolució fonètica i morfològica era diferent.
Aquests parlars es coneixen mitjançant la toponímia, el lèxic comú, alguns vocabularis i les kharges. S'han atribuït al substrat mossàrab diverses de les diferències en el lèxic entre el català valencià i el de Catalunya, entre el portuguès i el gallec o entre l'extremeny i l'asturià, i característiques dels parlars del sud del castellà com el panotxo, més aviat relacionat amb el català, o l'andalús. En el cas del valencià, però, gran part dels mots atribuïts al mossàrab ara es considera que tenen un altre origen.
El nom mateix de mossàrab, tot i que sancionat per l'ús, és confusionari: prové de l'àrab mustaʿrib, que significa 'arabitzat'; un nom ben poc adient per a designar una llengua romànica, doncs. De fet, moçárabe fou el nom que els cristians del nord donaven als cristians de Toledo, ja arabòfons, al segle xii. Per error interpretatiu, els erudits espanyols del segle xix atribuïren aquest nom a la llengua romànica a què ens referim; amb aquesta nova accepció, el terme passà del castellà al català i a multitud d'altres llengües. Avui dia, en nom de la precisió, hi ha tendència a reemplaçar mossàrab per romandalusí, contracció de romànic andalusí (romànic d'al-Àndalus).
Cal evitar de confondre el mossàrab (llengua o conjunt de parles romàniques) amb els mossàrabs, nom que es dona generalment als cristians d'al-Àndalus, els quals, com hem vist, tot i que al principi generalment eren parlants de mossàrab, cap al segle xiii ja acostumaven a ser arabòfons.

## Usos ideològics moderns i debats
Al segle xx, s'ha fet un ús ideològic del mossàrab presentant-lo com una llengua romànica única parlada en tot al-Àndalus que conservaria i transmetria la cultura hispanovisigòtica contra la divisió dels regnes cristians del nord, i mantindria la unió visigòtica anterior d'Hispània a desgrat de l'Islam. Es tracta d'una insistència en una unitat prèvia, com la visigòtica, com a justificació del procés de centralització i castellanització d'Espanya.
Seguint el model del procés d'islamització de Turquia, Pèrsia i Barbaria, on l'adopció de l'islam no implicà la substitució lingüística, hom havia arribat a afirmar que parlaven aquesta llengua tant els cristians com els musulmans. Julià Ribera i Tarragó (1912-1915) arribà a parlar d'una "raza hispànica" i una "llengua hispànica" mossàrab; per a altres com Francisco Javier Simonet, aquestes eren úniques arreu d'al-Àndalus, on s'hauria donat una situació de bilingüisme (llengües literàries: àrab clàssic, llatí clàssic; llengües col·loquials: romanç i àrab dialectal). La continuació de la llengua romànica s'ha volgut demostrar bàsicament per l'existència de la literatura aljamiada, de la toponímia, de diferents vocabularis aràbics i de les kharges. En el cas de la toponímia, ha estat important la interpretació de topònims com Alcaníssia, la Canèssia, els Canissis, ses Canessis, la Canència, Alquenènsia i Conesa, derivats de l'aràbic kanisa 'església cristiana', que indicarien l'existència d'una comunitat cristiana en època islàmica.
La suposició de l'existència del mossàrab ha trobat suport en l'aplicació de l'adjectiu mossàrab a altres realitats, religioses i artístiques. Així, es parla de litúrgia mossàrab de Toledo, música litúrgica mossàrab també de Toledo, lletra medieval mossàrab, manuscrits mossàrabs de Toledo escrits amb aquesta lletra i amb glosses en aràbic; arquitectura mossàrab, amb elements aràbics (s. IX-X); ornamentació litúrgica i il·luminacions dels manuscrits anomenats beats.
D'altra banda, l'afirmació de l'existència i pervivència del mossàrab s'ha emprat per donar suport a l'afirmació que hi ha una continuïtat entre la llengua romànica constitutiva del País Valencià i de les Illes Balears i la llengua actual, rebutjant-ne, doncs, la seva catalanitat.
Aquests usos ideològics, sovint basats en interpretacions errades, han estat rebutjats pels historiadors (Antoni Maria Alcover i Sureda, Carme Barceló Torres, Dolors Bramon, Ignatius Burns) i lingüistes, com Germà Colon, que han arribat a negar l'existència històrica del mossàrab o a restringir-ne molt el significat. D'una banda, han fet palès que el ritu, la música, l'ornamentació i l'escriptura mossàrabs són visigòtics o hispanoromans, i si alguna vegada procedeixen d'al-Àndalus, no en són exclusius. L'arquitectura mossàrab, l'ornamentació i els beats indiquen sols influència aràbiga, però no relació directa amb una comunitat mossàrab. D'altra banda, amb l'arqueologia i l'epigrafia no s'ha demostrat l'existència al País Valencià ni a les Balears de cap comunitat cristiana autòctona en l'època islàmica. Sols s'han descobert esglésies paleocristianes o de l'època romana d'Orient en alguns indrets coneguts amb arabismes derivats de l'aràbic KANISA, 'església cristiana'.
Roger Wright i Carme Barceló Torres han establert que, durant els segles IX i fins a mitjan segle x, a tot estirar, hi hagué una situació de bilingüisme a al-Àndalus, i després hi desaparegué el romànic. En el moment de la conquesta catalana, al s. XIII, tampoc no hi ha constància de l'existència de cristians o de parlants d'una llengua mossàrab, sinó que tots els musulmans només parlaven àrab i el continuaren parlant, com a mostra de resistència a l'assimilació, fins que se'ls expulsà. S'ha documentat també que, abans de la islamització dels cristians, s'havia perdut l'idioma romànic, de manera que hi hagué comunitats cristianes que celebraven els seus ritus en llengua aràbiga i amb els llibres sagrats traduïts a aquesta llengua (Toledo, Alafoens; València). Pel que fa a la literatura aljamiada, no reflecteix l'ús de l'alfabet aràbic pels mossàrabs, perquè es tracta de traduccions de texts aràbics fetes per musulmans aragonesos a partir del s. XIV.
Les preteses paraules mossàrabs dels vocabularis aràbics (vocabularis que demostren el monolingüisme aràbic dels musulmans, com el vocabulari llatí-aràbic Vocabulista in arabico, de fra Ramon Martí) sovint són llatinismes de transmissió llibresca, especialment de la farmacopea, medicina i herboristeria (vocabulari del jueu saragossà Ibn Biqlaris). La resta, en canvi, sí que podrien anomenar-se mossarabismes (fibrair, 'febrer', imlic, 'melic'; maranda, 'berenar'; murxcal, 'rata pinyada'; quirixta, 'cresta'; lubba, 'lloba', etc.). Amb relació a les kharges, feien part d'una col·lecció que es va difondre per tot al-Àndalus i d'on els poetes andalusins de les diferents taifes pouaven per a llurs moaxakhes; no serveixen, doncs, per a documentar ni l'existència d'una llengua romànica contemporània de la moaxakha ni relacionar les seves característiques amb l'indret on es compongué la moaxakha. D'altra banda, hi ha la dificultat afegida per al coneixement del romanç del fet que les kharges es coneguin per texts aljamiats, és a dir, escrits en alfabet aràbic i, per tant, sense les vocals, a les quals cal suplir sense gaire garanties de reeixir per manca de més documentació. En referència a la toponímia i als antropònims suposadament mossàrabs, llur existència no és cap prova de la pervivència del mossàrab durant gaire temps.
No hi ha cap motiu fonamentat científicament per a afirmar que les característiques dels topònims d'origen llatí transmesos per l'àrab procedeixin d'una llengua parlada durant gran part del període islàmic, i fins i tot fins en la conquesta cristiana, sinó que s'han d'atribuir a un estadi d'evolució del llatí al País Valencià i a les Balears anterior a la islamització o dels seus primers estadis. Cal afegir-hi que, en el cas del lèxic comú, segons els estudis recents al País Valencià, la majoria dels presumptes mossarabismes no són sinó arcaismes catalans, aragonesismes, occitanismes o castellanismes: brullo, 'brossat'; fardatxo, 'llangardaix'; foia, 'clotada'; gaiata, gaiato, 'crossa'; mundar, 'esporgar', etc. (a les Balears, sense contacte amb Aragó i Castella, podria haver-hi alguns arcaismes catalans, occitanismes i italianismes). Pel que fa als topònims, només coneguts per documents llatins, les seves característiques sovint són atribuïbles a la llatinització per obra dels escrivans (en el cas del Llibre del repartiment de Mallorca, una de les millors fonts per a conèixer la toponímia, la versió catalana és una traducció de la versió llatina i n'hi una en àrab). Alguns dels aragonesismes, però, podrien ser arabismes d'origen romanç andalusí.
Les característiques fonètiques del mossàrab valencià i balear foren establertes per Manuel Sanchis Guarner a partir de la toponímia, el lèxic comú i les dades del Vocabulista in arabico. Els mossarabismes lèxics, però, havien estat transmesos al català per l'àrab vulgar, al qual ja havien estat adaptats, i després s'adaptaren de bell nou al català.
Malgrat això, les dades conegudes permeten d'afirmar que l'evolució del llatí vulgar valencià, baleàric i toledà fou semblant (tots feien part de la Hispania Cartaginense que arribà a tenir la capital a Toledo). I totes aquestes foren diferents de l'evolució de la plana de Lleida, que fou més semblant a la del català. De l'observació dels trets dels romancismes transmesos per l'àrab i del monolingüisme aràbic de la població valenciana anterior a la conquesta de Jaume I no es pot deduir pas, doncs, que el valencià actual tingui cap relació amb el romanç primitiu valencià.
En l'àmbit de l'etimologia catalana, cal esmentar com a defensor de la hipòtesi del mossàrab Joan Coromines i Manuel Sanchis Guarner, encara que aquest reconegués la manca d'unió dels mossàrabs i la seva inestabilitat. Germà Colón s'ha destacat, en l'estudi del lèxic, contra l'atribució al mossàrab de molts aragonesismes, etc.

## Trets fonètics del mossàrab
| Característiques del mossàrab del País Valencià i les Balears, segons Manuel Sanchis Guarner: |
| A les ciutats: no monoftongació de A'I, AU (fornaire < lat. vulgar fornariu, moraira "morera", carraira "carrera", llenaire, colombaire "colomer", fibrayr "febrer", ximtayr "sender", Los Llaurets "llorets", maura "mora"       |
| E i O breus no diftonguen espontàniament: Petra, Ripelles, Cortitxelles, Benimantell, Benicapcell, Bunyola, Pòrtol; xuqra "sogra", qumt "comte" E, O + iod tampoc no diftonga: Foios < FOVEOS, Poio < PODIU, tirbadj < * TRIPĔDIU |
| Conservació de -E travada: Canemares, Panissares, Cofrentes, Olivares. Però si esdevé interna en composts, torna -i-: Vallibona, Valliplana, Montitxel·lo                                                                         |
| Conservació de -O: Capocorp, Portopetro, Portopí, Campello, Tollos, Campos, Muro. Però es perdia en sufixos com -OLU (Bunyol), -ETU (Canet, Pinet), -ARIU (Llombair, Raspair), -ACEU (Crestatx, Portinatx), -INU (Santanyí).      |
| Manteniment de les consonants oclusives sordes intervocàliques P, T, K: Escopar, Ripelles; orxata, Petra, Boatella; Muixacre; qapra, qatina, xoqro.                                                                               |
| Conservació de les oclusives sonores intervocàliques: Buda ("boga"), Pego PAGUS; aguxt. Però de vegades queien: Faios < FAGUS, Paiporta.                                                                                          |
| Velar sorda K + E, I esdevé africada sorda (palatalització): alatxa, muritxec, Lutxent; ratxtxim / raïm (però: Carraixet, Calafreixet).                                                                                           |
| Ĭ- palatalitza entre vocals: faxa, xintala |
| F- inicial mantinguda: Formentera, Foios, Forcair; furka "forca" |
| G + E, I es manté: djanayr "gener", djinixta "ginesta". |
| L- no palatalitzada: Lutxent, Labritja (però: Llenaire). |
| MB-, -ND- mantingudes: Colombaire, Cala Pregonda, Redonda, Fondó, Solanda |
| KT > it: LACTE > lakhtiyn. |
| X [ks] esdevé postpalatal fricativa sonora: lagxiba "lleixivet" |
| Ĭ, K'L es palatalitzen: Millares, Fontilles, falya, qunilya. |
| LL no es palatalitza: mul·laira "mollera" |
| Palatalització de NĬ: tirabasayn, lacayna "lleganya". |
| NN no es palatalitza: canut, Canet, Canes, Cabanes, Penàguila. |
| Conservació de -N: Montino "montí", Porxinos "porcins"; qabbun "capó" |
| Conservació de -M: radjdjim "raïm". |
| AQUEU > -atxo, -atx (Crestatx); -IQUIOLU > -itxol (andritxol, Portitxol), -IQUEU > -itx (Castellitx), -UQUEU > -utx (Fornalutx, Cugulutx).                                                                                        |
| ES llatí és palatalitzat en mots plans, a Mallorca i Menorca: Favàritx < FAVARES "favars", Llinàritx < LINARES "llinars"; Moscàritx (Moscari).                                                                                    |
| Aglutinació de l'article àrab, de vegades: Alpont, Alverger, Altorrico, Alcampo. |